# 納爾遜·曼德拉體育場
納爾遜·曼德拉體育場（阿拉伯语：‎）是一座位於阿爾及利亞巴拉基可容納40,784人的體育場。體育場的建設工程費用約為3億歐元。體育場擁有田徑跑道；體育場為阿爾及利亞首座有資格舉辦國際足總會所有賽事的體育場，包括世界盃；本體育場是繼瓦赫蘭新米盧德·哈德菲體育場後，阿爾及利亞第二座座位有頂棚覆蓋的體育場。納爾遜·曼德拉體育場總佔地68公頃，包含已建成的5公頃，包括舉辦國際足球賽事所必需的所有基礎設施。

## 外部連結
- Stadium information （页面存档备份，存于）
- Designs of stadium （页面存档备份，存于）